# Tjärnen (Nederluleå socken, Norrbotten, 727656-180587)
Tjärnen är en sjö i Luleå kommun i Norrbotten och ingår i Altersundet-Luleälvens kustområde.